# 巣子駅
巣子駅（すごえき）は、岩手県滝沢市巣子にある、IGRいわて銀河鉄道いわて銀河鉄道線の駅である。
好摩駅から乗り入れる東日本旅客鉄道（JR東日本）花輪線の列車も利用可能である。

## 歴史
2001年（平成13年）12月から滝沢村（現・滝沢市）が建設計画を進め、同村と岩手県の補助により建設された。

### 年表
- 2004年（平成16年）8月：国土交通省から建設認可[3]。
- 2006年（平成18年）
  - 3月18日：開業[1]。
  - 7月7日：「巣子地域循環バス」試験運行開始[4]（翌年3月31日をもって運行打ち切り[5]）
- 2011年（平成23年）
  - 5月25日：滝沢村道巣子停車場線が供用開始。
  - 7月19日：岩手県交通「巣子循環線」運行開始。
- 2012年（平成24年）2月1日：出札端末設置。硬券入場券を除き、硬券乗車券の全口座を廃止。
- 2013年（平成25年）
  - 3月16日：ダイヤ改正実施に伴い、改札・集札業務のみ夜間まで延長。
  - 8月28日：券売機更新。IGR線他駅および青い森鉄道線で共通利用されている機種に置き換え。
- 2015年（平成27年）4月7日：岩手県交通「巣子循環線」を廃止。経路変更のうえ、「巣子盛岡大学線」運行開始。

## 駅構造
単式ホーム2面2線を有する地上駅。上下線の高さが異なる場所にある。1番線ホームへは跨線橋で連絡する。エレベーターが完備されるなど、バリアフリーに対応している。
盛岡駅管理の直営駅で、2018年3月まではたきざわマイレールサークル巣子駅会に委託されていた。日中時間帯は出札窓口営業、以降夜間まで改札・集札業務のみ駅員配置。出札窓口では端末による乗車券を発売。硬券は入場券のみを発売。自動券売機（自動改札機対応の磁気券を発券する機種）が設置されている。駅前広場に、パークアンドライド用の滝沢市営巣子駅前駐車場があり、2泊3日まで無料で利用することができる。

### のりば
| 番線 | 路線                                | 方向 | 行先     |
| ---- | ----------------------------------- | ---- | -------- |
| 1    | ■いわて銀河鉄道線                   | 下り | 八戸方面 |
| 1    | ■花輪線                             | 下り | 大館方面 |
| 2    | ■いわて銀河鉄道線 （■花輪線を含む） | 上り | 盛岡方面 |

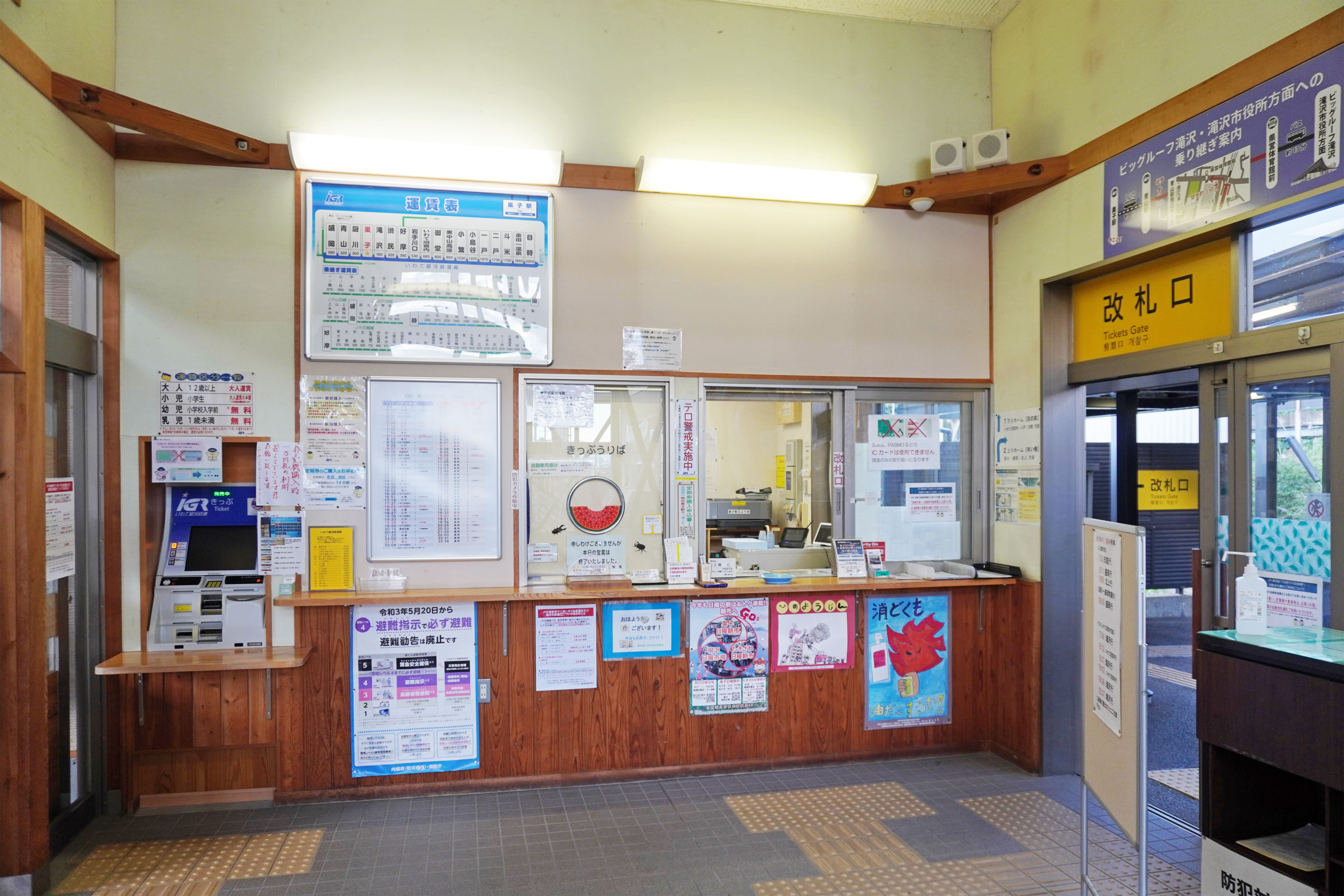
改札口（2023年9月）
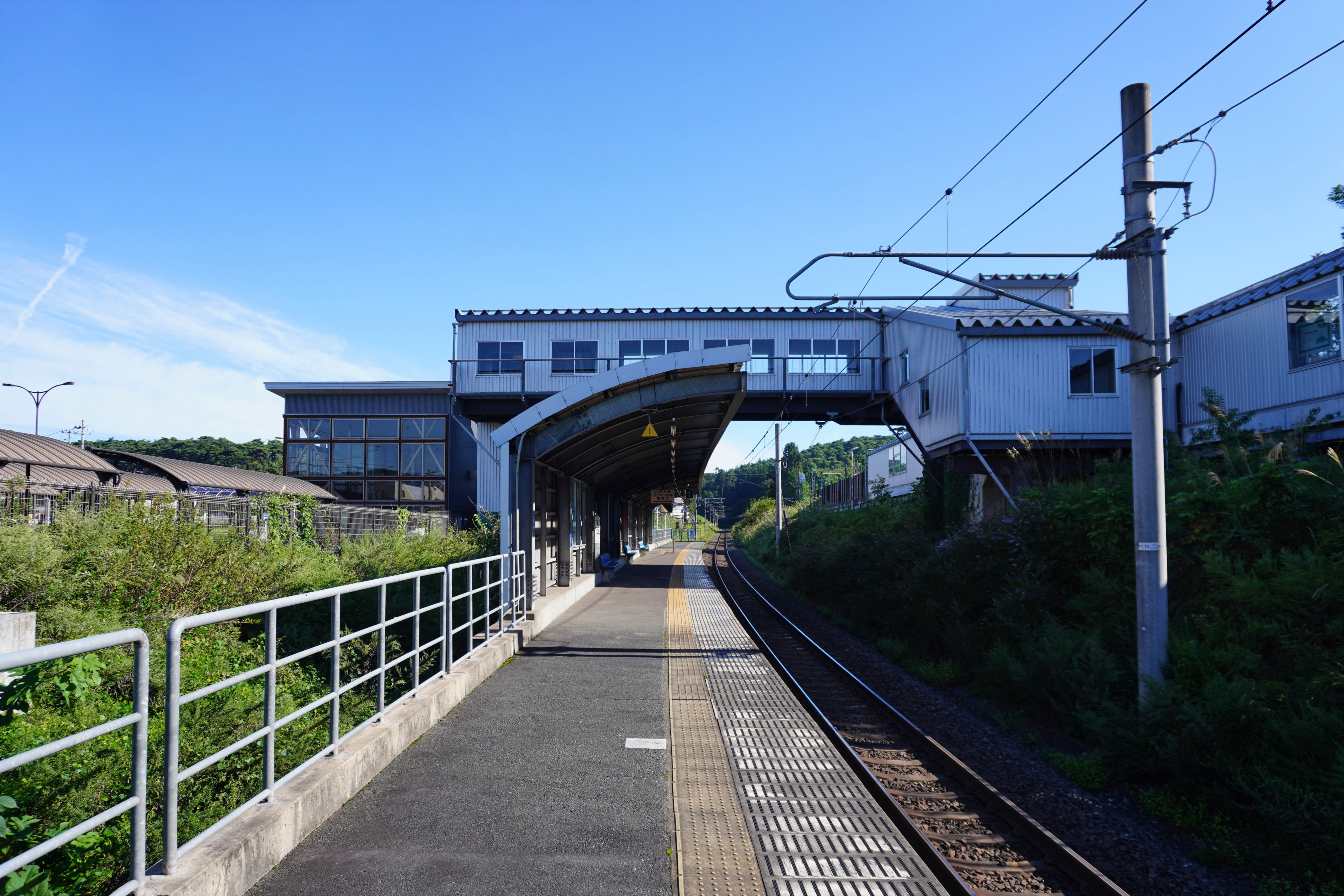
1番線ホーム（2023年9月）
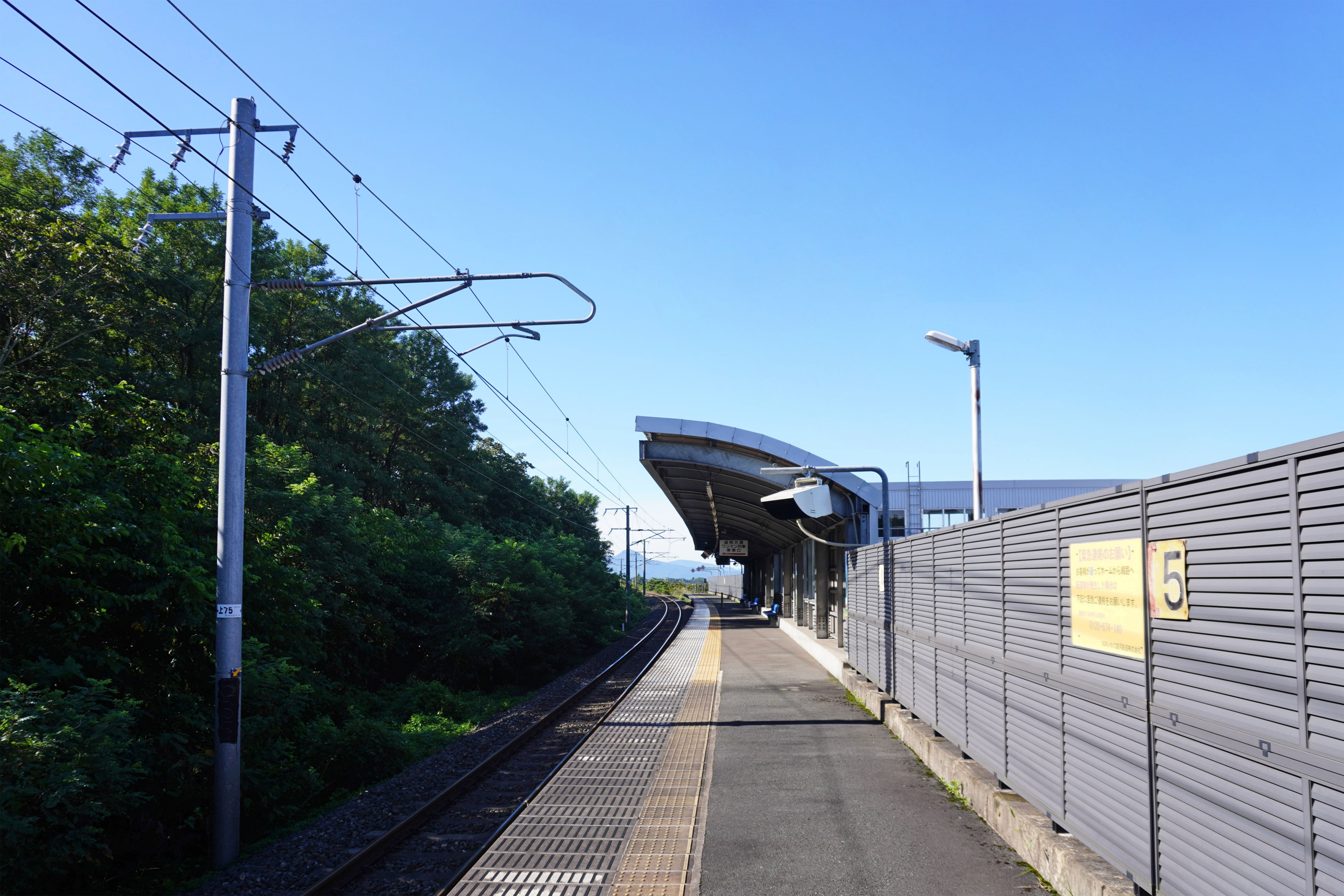
2番線ホーム（2023年9月）
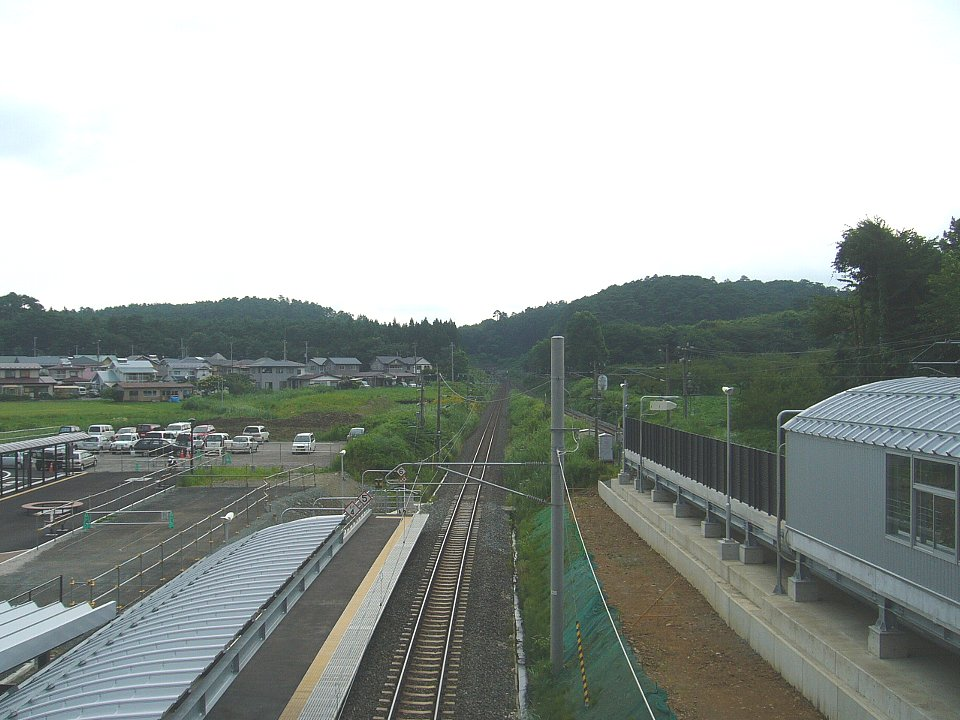
盛岡方面ホーム（右）と八戸方面ホーム（左）は高さが異なる。（2006年8月）

## 利用状況
IGRいわて銀河鉄道によると、2024年度（令和6年度）の1日平均乗降人員は960人である。
開業後以降の推移は以下のとおりである。
| 1日平均乗降人員推移 | 1日平均乗降人員推移 | 1日平均乗降人員推移 | 1日平均乗降人員推移 | 1日平均乗降人員推移 | 1日平均乗降人員推移 | 1日平均乗降人員推移 | 1日平均乗降人員推移 |
| 年度                | 定期                | 定期                | 定期                | 定期外              | 合計                | 備考                | 出典                |
| 年度                | 通勤                | 通学                | 合計                | 定期外              | 合計                | 備考                | 出典                |
| ------------------- | ------------------- | ------------------- | ------------------- | ------------------- | ------------------- | ------------------- | ------------------- |
| 2005年（平成17年）  | 90                  | 47                  | 137                 | 365                 | 502                 | [ ※ 1 ]             | [ IGR 2 ]           |
| 2006年（平成18年）  | 148                 | 255                 | 403                 | 263                 | 666                 |                     | [ IGR 3 ]           |
| 2007年（平成19年）  | 214                 | 319                 | 533                 | 289                 | 822                 |                     | [ IGR 4 ]           |
| 2008年（平成20年）  | 229                 | 368                 | 597                 | 297                 | 894                 |                     | [ IGR 5 ]           |
| 2009年（平成21年）  | 233                 | 358                 | 591                 | 304                 | 895                 |                     | [ IGR 6 ]           |
| 2010年（平成22年）  | 233                 | 363                 | 596                 | 297                 | 893                 |                     | [ IGR 7 ]           |
| 2011年（平成23年）  | 237                 | 331                 | 568                 | 284                 | 852                 |                     | [ IGR 8 ]           |
| 2012年（平成24年）  | 250                 | 325                 | 575                 | 328                 | 903                 |                     | [ IGR 9 ]           |
| 2013年（平成25年）  | 350                 | 320                 | 670                 | 311                 | 981                 |                     | [ IGR 10 ]          |
| 2014年（平成26年）  | 403                 | 327                 | 730                 | 301                 | 1,031               |                     | [ IGR 11 ]          |
| 2015年（平成27年）  | 388                 | 295                 | 683                 | 311                 | 994                 |                     | [ IGR 12 ]          |
| 2016年（平成28年）  | 408                 | 269                 | 677                 | 314                 | 991                 |                     | [ IGR 13 ]          |
| 2017年（平成29年）  | 408                 | 307                 | 715                 | 315                 | 1,030               |                     | [ IGR 14 ]          |
| 2018年（平成30年）  | 399                 | 280                 | 679                 | 312                 | 991                 |                     | [ IGR 15 ]          |
| 2019年（令和元年）  | 406                 | 287                 | 693                 | 308                 | 1,001               |                     | [ IGR 16 ]          |
| 2020年（令和02年）  | 384                 | 283                 | 667                 | 187                 | 854                 |                     | [ IGR 17 ]          |
| 2021年（令和03年）  | 395                 | 278                 | 673                 | 176                 | 849                 |                     | [ IGR 18 ]          |
| 2022年（令和04年）  | 402                 | 279                 | 681                 | 211                 | 892                 |                     | [ IGR 19 ]          |
| 2023年（令和05年）  | 409                 | 279                 | 688                 | 255                 | 943                 |                     | [ IGR 20 ]          |
| 2024年（令和06年）  | 400                 | 293                 | 693                 | 267                 | 960                 |                     | [ IGR 1 ]           |
| 1.                  |                     |                     |                     |                     |                     |                     |                     |

## 駅周辺
滝沢村時代の開業時に滝沢村道（現・市道）巣子停車場線の新設整備が計画されたが、当駅側約100 m区間の地権者交渉が難航したため、残り区間は着工・完成したものの道路が供用できない状態が長らく続いた。巣子停車場線の一つ北側および南側にある既存の村道は道幅が狭く、北側の道路に小型路線バスが乗り入れた実績があるのみで、大型路線バスの乗り入れはできない状態であり、巣子地区から巣子駅へのアクセスは遠回りを余儀なくされていた。
2011年5月に巣子停車場線が供用開始され、駅前ロータリーに「巣子駅前」バス停が新設されたが、乗り入れるのは同道路供用開始に合わせて新設された「巣子循環線」（平日のみ1日5本）のみであり、既存の路線バスはロータリーには乗り入れず、駅から直線距離で200 mほど（徒歩5分程度）離れたバス通り上に設置されている「巣子駅入口」（旧名称：岩手県交通「長根ハイツ前」、岩手県北バス「夢の湯前」）バス停を使用している。
- 国道4号
- 巣子簡易郵便局
- 岩手県交通巣子車庫
- 滝沢市立滝沢第二中学校
- 滝沢市立滝沢第二小学校
- 滝沢市立滝沢東小学校
- 滝沢市役所東部出張所
- 滝沢勤労青少年ホーム
- 岩手銀行巣子支店
- 北日本銀行巣子支店

## バス路線
巣子駅入口
- 岩手県交通
  - 厨川中央線（251・252）：岩手県立大学・巣子車庫 / 茶畑・中野一丁目
- 岩手県北自動車
  - C08：盛岡大学 / 盛岡バスセンター

## 隣の駅
IGRいわて銀河鉄道
■いわて銀河鉄道線・■JR花輪線（JR花輪線は盛岡駅 - 好摩駅間いわて銀河鉄道線）
厨川駅 - 巣子駅 - 滝沢駅

### 記事本文
1. 1 2  「青山、巣子駅が開業 IGR 利便性向上へ期待 黒字化目標に弾み」『岩手日報』岩手日報社、2006年3月18日、夕刊、1面。
2. ↑  「巣子新駅 2005年度目指す 厨川－滝沢駅間 候補地は3地点に 並行在来線で滝沢村」『岩手日報』岩手日報社、2001年12月20日、1面。
3. 1 2  「IGR巣子駅を国交省が認可 来年12月開業へ」『岩手日報』岩手日報社、2004年8月25日、23面。
4. ↑  「巣子駅へ直結 地域循環バス 来月7日から 滝沢村 料金130円 1日28便」『岩手日報』岩手日報社、2006年6月29日、27面。
5. ↑  「循環バス（滝沢）今月で終了 9カ月運行 利用者伸びず  巣子駅周辺実験 村負担の赤字膨らむ」『岩手日報』岩手日報社、2007年3月13日、27面。
6. 1 2 3  「巣子駅 | IGRいわて銀河鉄道」IGRいわて銀河鉄道。2025年7月9日閲覧。
7. ↑  「滝沢・IGR巣子駅アクセス道路 4月の開通固まる 地権者、移転を村と合意」『岩手日報』岩手日報社、2011年1月8日、22面。

### 利用状況
1. 1 2  「2024年度 駅別乗降人員（1日平均） (PDF)」IGRいわて銀河鉄道。2025年7月5日閲覧。
2. ↑  「平成17年度 駅別乗降人員（1日平均） (PDF)」IGRいわて銀河鉄道。2025年7月5日閲覧。
3. ↑  「平成18年度 駅別乗降人員（1日平均） (PDF)」IGRいわて銀河鉄道。2025年7月5日閲覧。
4. ↑  「平成19年度 駅別乗降人員（1日平均） (PDF)」IGRいわて銀河鉄道。2025年7月5日閲覧。
5. ↑  「平成20年度駅別乗降人員（1日平均） (PDF)」IGRいわて銀河鉄道。2025年7月5日閲覧。
6. ↑  「平成21年度駅別乗降人員（1日平均） (PDF)」IGRいわて銀河鉄道。2025年7月5日閲覧。
7. ↑  「平成22年度 駅別乗降人員（1日平均） (PDF)」IGRいわて銀河鉄道。2025年7月5日閲覧。
8. ↑  「平成23年度 駅別乗降人員（1日平均） (PDF)」IGRいわて銀河鉄道。2025年7月5日閲覧。
9. ↑  「平成24年度 駅別乗降人員（1日平均） (PDF)」IGRいわて銀河鉄道。2025年7月5日閲覧。
10. ↑  「平成25年度 駅別乗降人員（1日平均） (PDF)」IGRいわて銀河鉄道。2025年7月5日閲覧。
11. ↑  「平成26年度 駅別乗降人員（1日平均） (PDF)」IGRいわて銀河鉄道。2025年7月5日閲覧。
12. ↑  「平成27年度 駅別乗降人員（1日平均） (PDF)」IGRいわて銀河鉄道。2025年7月5日閲覧。
13. ↑  「平成28年度 駅別乗降人員（1日平均） (PDF)」IGRいわて銀河鉄道。2025年7月5日閲覧。
14. ↑  「平成29年度 駅別乗降人員（1日平均） (PDF)」IGRいわて銀河鉄道。2025年7月5日閲覧。
15. ↑  「平成30年度駅別乗降人員（1日平均） (PDF)」IGRいわて銀河鉄道。2025年7月5日閲覧。
16. ↑  「令和元年度駅別乗降人員（1日平均） (PDF)」IGRいわて銀河鉄道。2025年7月5日閲覧。
17. ↑  「2020年度 駅別乗降人員（1日平均） (PDF)」IGRいわて銀河鉄道。2025年7月5日閲覧。
18. ↑  「2021年度 駅別乗降人員（1日平均） (PDF)」IGRいわて銀河鉄道。2025年7月5日閲覧。
19. ↑  「2022年度 駅別乗降人員（1日平均） (PDF)」IGRいわて銀河鉄道。2025年7月5日閲覧。
20. ↑  「2023年度 駅別乗降人員（1日平均） (PDF)」IGRいわて銀河鉄道。2025年7月5日閲覧。